# Herbert P. Wood
Herbert Poland Wood (geboren am 12. August 1883 in South Attleboro, Massachusetts; gestorben am 27. April 1925 in Massachusetts) war ein US-amerikanischer Entomologe und Parasitologe.

## Leben
Wood graduierte 1907 am Massachusetts Agricultural College zum Bachelor of Science. Am 1. November 1907 trat er eine Stelle beim Bureau of Entomology an, das ihn dem Labor in Dallas, Texas zuteilte. Dort forschte Wood bis 1920 an Zecken und ihren natürlichen Feinden wie der Erzwespe Ixodiphagus hookeri. Diese Forschungen waren von größter Bedeutung, da wenige Jahre zuvor der Zusammenhang zwischen Zecken und den von ihnen bei der Nahrungsaufnahme übertragenen Mikroorganismen und Infektionskrankheiten wie dem Rocky-Mountain-Fleckfieber, Tularämie und Lyme-Borreliose bekannt geworden war. Insbesondere das Rocky-Mountain-Fleckfieber forderte jährlich zahlreiche Todesopfer. Im Jahr 1913 führte Wood Feldstudien im besonders betroffenen Bitterroot Valley durch.
1919 war Wood in Illinois, wo er eine erfolgreiche Methode zur Bekämpfung von Federmilben entwickelte. Die Geflügelwirtschaft hatte durch die Parasiten erheblichen wirtschaftlichen Schaden erlitten. Im folgenden Jahr wurde er in die Abteilung des Landwirtschaftsministeriums versetzt, die sich mit der Bekämpfung des Maiszünslers und anderer Getreide- und Nahrungsmittelschädlingen befasste.
Im Wintersemester 1914–1915 heiratete Wood während seines Postgraduiertenstudiums an der Harvard School of Tropical Medicine. Aus der Ehe mit Esther Davidson gingen drei Kinder hervor. Wood verließ den Staatsdienst 1923, um in Massachusetts ein Geschäft aufzubauen. Er starb im April 1925.

## Dedikationsname
1911 benannte der US-amerikanische Parasitologe Fred C. Bishopp eine vermeintliche „Varietät“ der Schildzecke Ixodes angustus Neumann, 1899 nach Herbert P. Wood, Ixodes angustus var. woodi. Dieses Taxon wurde 1945 von den Parasitologen Robert A. Cooley und Glen M. Kohls zur Art Ixodes woodi Bishopp, 1911 erhoben.

## Veröffentlichungen (Auswahl)
- Herbert P. Wood: Notes on the Life History of the Tick Parasite Hunterellus hookeri Howard. In: Journal of Economic Entomology 1911, Band 4, Nr. 5, S. 425–431, Digitalisat.
- William A. Hooker, Fred C. Bishopp und Herbert P. Wood: The life history and bionomics of some North American ticks. In: United States Bureau of Entomology Bulletin No. 106. Government Printing Office, Washington D.C. 1912, Digitalisat
- Herbert P. Wood: Experiments in the use of sheep in the eradication of the Rocky Mountain spotted fever tick. Bulletin of the U.S. Department of Agriculture No. 45, Digitalisat
- Herbert P. Wood: The chicken mite: its life history and habits. U.S. Department of Agriculture Bulletin No. 553, 19. August 1917, Digitalisat
- Herbert P. Wood: Tropical fowl mite in the United States. With notes on life history and control. U.S. Department of Agriculture Department Circular 79, Government Printing Office, Washington D.C. 1920, Digitalisat
- Herbert P. Wood: Eradication of lice on pigeons. U.S. Department of Agriculture Department Circular 213, Government Printing Office, Washington D.C. 1922, Digitalisat